# Andrea Bolgi

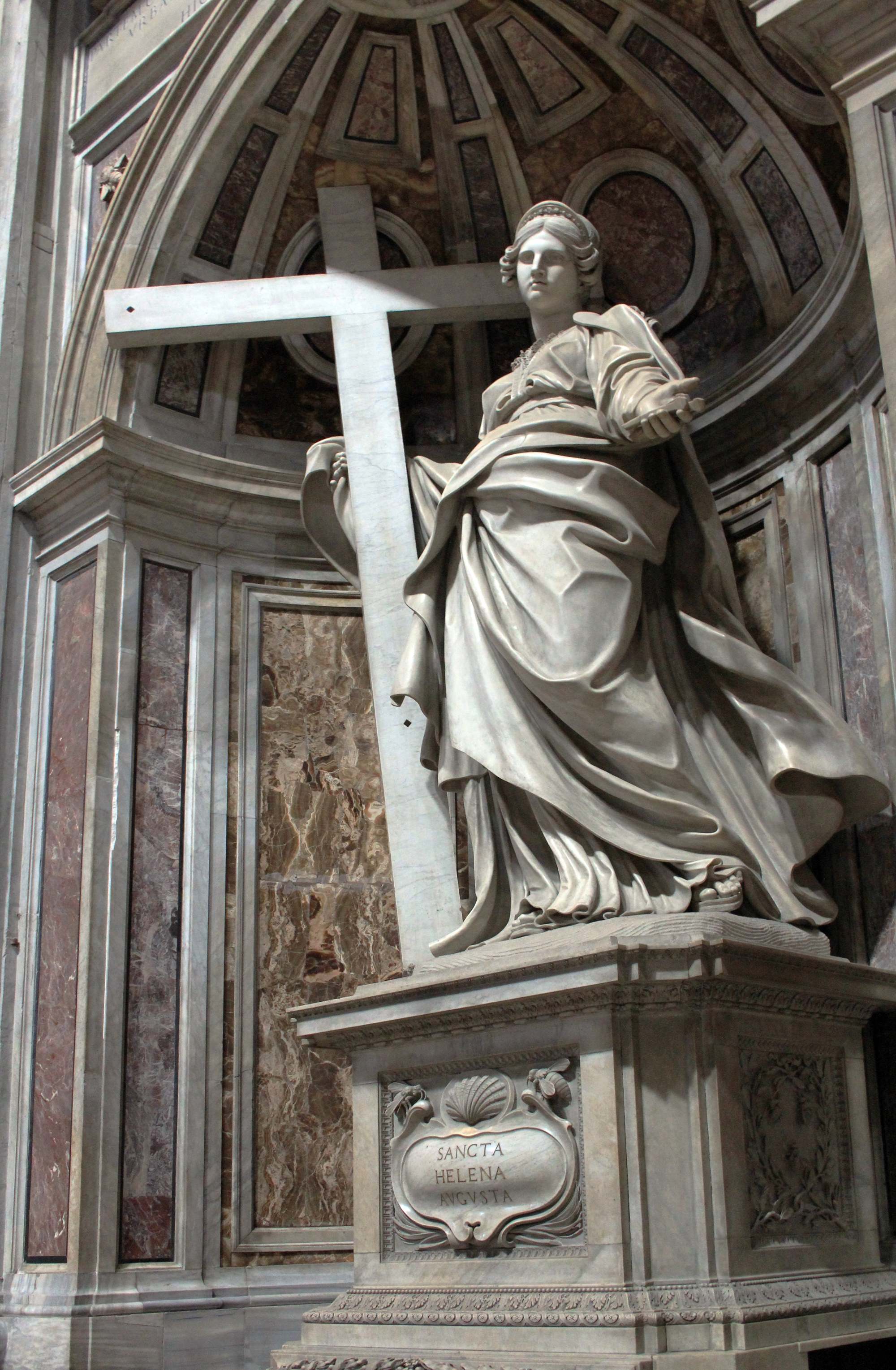
"Santa Helena", de Bolgi, na Basílica de São Pedro. Ela leva num braço a Vera Cruz e nas mãos do outro, os pregos.

Andrea Bolgi (22 de junho de 1605–1656 (51 anos)) foi um escultor italiano responsável por várias estátuas da Basílica de São Pedro, em Roma. No final da vida, ele mudou-se para Nápoles, onde esculpiu diversos bustos e morreu numa epidemia de peste.

## Primeiros anos
Bolgi nasceu em Carrara, famosa por seus mármores e foi educado em Florença.
Em 1626, foi enviado para Roma junto com Francesco Baratta e lá se juntou ao estúdio de escultores de Gian Lorenzo Bernini, de que absorveu uma forte influência barroca. Daí em diante, antes da expansão do ateliê de Bernini, Bolgi superou Giuliano Finelli (1601–1653) como "o único que importava" do estúdio, nas palavras de Rudolph Wittkower, que atribuiu a Bolgi o "Busto de Thomas Baker", iniciado por Bernini, atualmente no Victoria and Albert Museum de Londres.

## Basílica de São Pedro
Bolgi criou sua "Santa Helena" (1629–1639) para um dos quatro nichos do cruzeiro da Basílica de São Pedro, uma das mais importantes encomendas de sua geração e para a qual certamente foi recomendado por Bernini em detrimento de Finelli. Trabalhou por uma década na figura que resume sua carreira e, em alguma medida, as críticas que sofreu: Wittkower comentou sobre "sua frieza classicista, sua entediante precisão"; sua posição, diretamente oposta à brilhante "São Longino", de Bernini, era um convite às críticas.
Entre 1647 e 1650, todas as enjuntas acima dos arcos da nave foram preenchidas com figuras em estuque, cuja execução foi dividida entre escultores ligados a Bernini, que parece ter tido alguma forma de controle sobre as composições. Na primeira baia à esquerda, "A Igreja" e "Divina Justiça" são de Bolgi, que pagou por elas em setembro de 1647 e março de 1648. O papa Inocêncio X não gostou do resultado e as duas imagens foram retiradas, ajustadas e reinstaladas.

## Nápoles

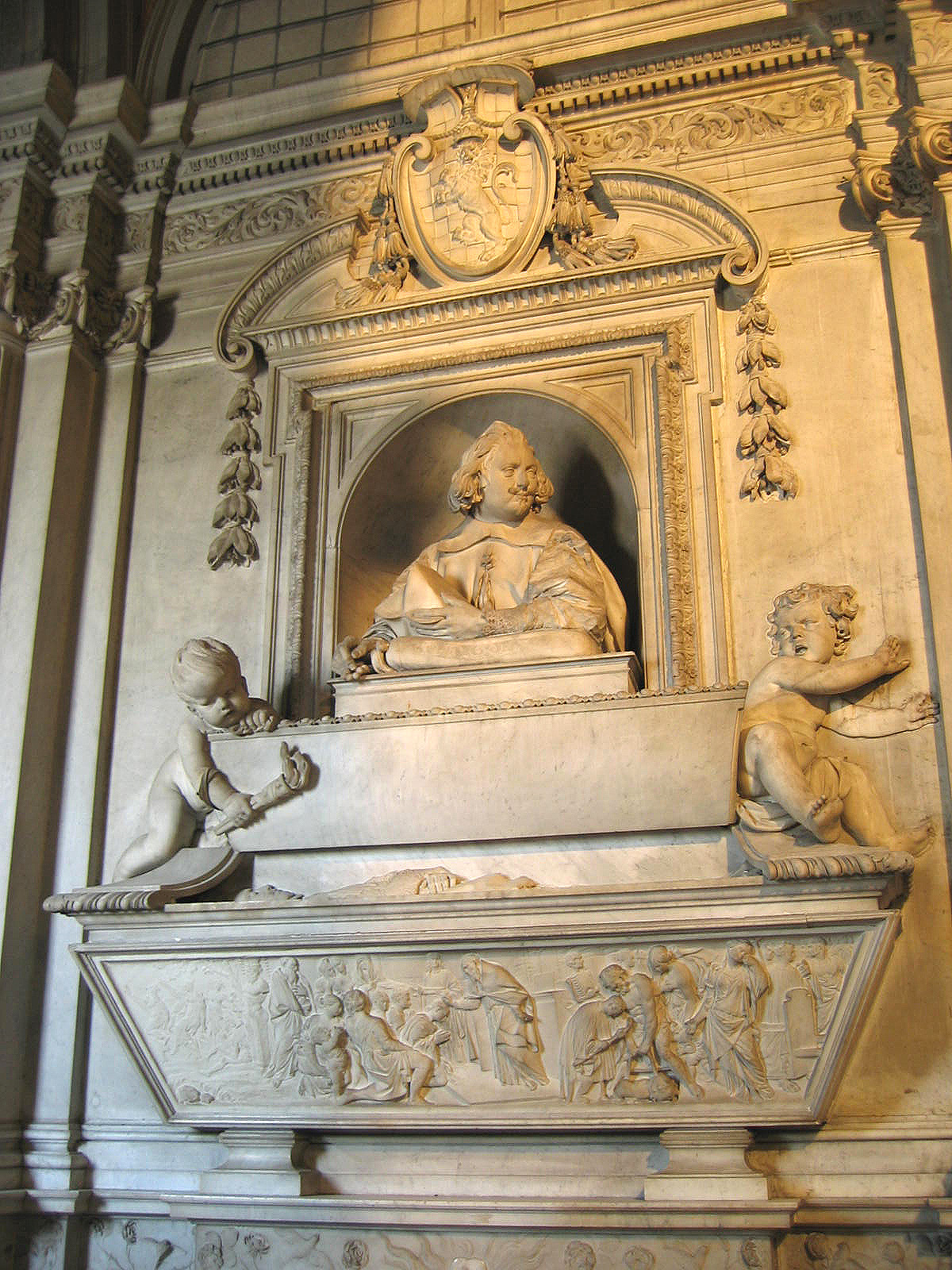
Capela Raimondi (San Pietro in Montorio)

Depois de 1650, Bolgi mudou-se para Nápoles, onde ganhou fama por seus bustos, convocado por Giovan Camillo Cacace, um advogado e membro da Accademia degli Oziosi. Para ele, Bolgi criou duas esculturas na Capela Cacace em San Lorenzo Maggiore: as figuras ajoelhadas são José e Vitória de Caro, ambas derivadas, iconograficamente do esquema artístico da estátua de Fabrizio Pignatelli de Michelangelo Naccherino; o movimento e o balanço das roupas é um claro passo em direção ao barroco, que até então era desconhecido dos napolitanos.

## Principais obras
- 1629–1639: Estátua de Santa Helena na Basílica de São Pedro, em Roma.
- 1634–1648: Outras obras menores na Basílica de São Pedro.
  - 1637: "Busto de Laura Frangipani", assinado e detado (San Francesco a Ripa, Roma)
  - Estátuas na Capela Raimondi (San Pietro in Montorio)
- 1653: Estátuas e bustos na Capela Cacace, assinada e datada, em San Lorenzo Maggiore, Nápoles
- 1653: Candelabros em bronze na igreja dos Santos Apóstolos em Nápoles